# 258-я стрелковая дивизия (2-го формирования)
258-я стрелковая дивизия (2-го формирования) — соединение сухопутных войск Вооружённых Сил СССР в период Великой Отечественной войны.

## История
В октябрь 1941г. в Сибирским военным округом в г. Новосибирск сформирована 43 отдельная стрелковая бригада из курсантов пехотных, стрелково-пулемётных, миномётных и артиллерийских военных училищ г. Новосибирска, Томска, Омска, Барнаула и Кемерово.
Командир Бригады – Герой Советского Союза полковник Некрасов Иван Михайлович /ранен 3.12.1941г. в бою под Пальцы/ генерал майор Гладышев Степан Трофимович /с 8.12.41г. по 24.2.42г./, полковник Исаков /с 24.2.42г. по 8.4.42г. убыл по ранению/, полковник Циаташвили /с 10.4.1942г./.
28.11.1941 г. 43 отд. стрелковая бригада в составе 5 Армии /Западный фронт/ вступила в бой под Москвой под командованием полковника Некрасова.
Бригада с боями прошла 230 км., освободила 153 нас. Пункта и города Уварово, Руза, разгромила 185, 187 и 308 ПП противника, уничтожила 6438 солдат и офицеров противника и захватила трофеи: автомашин – 178, орудий разных калибров – 125, танков и бронемашин – 50, мотоциклов – 39, лошадей – 157, винтпатронов – 1000000.
Директива Ставки Главного командования № ОР/2/784029 СС от 25.4.42г. 43 отд. стр. бригада в районе Можайска /дер. Митинка/ переформирована в 258 стрелковую дивизию со включением в неё частей: 405 стр. полка, 782 артполка, 342 дивизиона противотанковых орудий, 315 отд. зенитного арт. дивизиона, 737 отд. батальона связи, 557 отд. сапёрного батальона, 370 отд. роты химзащиты, 432 автороты, 305 медико-санитарного батальона, 417 полевой автохлебопекарни, 72 ветлазарета.
258 Стрелковая дивизия сформирована на базе 43 отдельной стрелковой бригады, на основании директивы Ставки Главного Командования № ОР 12/784/029ес. Дивизия формировалась в период май – август 1942г. В период формирования, 258 СД входила в состав войск Московской Зоны обороны Московского Военного Округа. Место дислокации при формировании - Московская область, Верейский район, в районах населённых пунктов: д. Митинка, д. Коровино, д. Пушкино, д. Бугайлово, д. Златоустово.
Штадив 258 – д. Митинка.
9.03.43г. для пополнения штата дивизии направлены 259 человек из числа освобождённых из фашистского плена и безвести пропавших.
31.8.1943г., 258 СД, по приказу ставки Верховного Командования красной армии, в полном штатском составе была отправлена на Воронежский фронт. 
258 СД прибыла на Сталинградский фронт в составе: 405, 994 и 999 стрелковые полки, 782 артиллерийского полка, 342 отд. истребительный противотанковый дивизион, 737 отд. батальон связи, 361 отд. мотострелковая разведрота, 557 отд. сапёрный батальон, 432 авторота подвоза, 417 полевая хлебопекарня, 305 медико-санитарный батальон, 72 див.лазарет, штабная батарея НОД.
За боевые заслуги Приказом НКО № 202 от 258 сд преобразована 04.05.1943 года в 96-ю гвардейскую стрелковую дивизию. В дивизию входят: 291, 293 и 295 гвардейские стрелковые полки 234 гв. артполк, 102 отд. осад, 24 отд. гв. рота связи,96 гв. разведрота, 111 отд. сапёрный батальон, 99 гв. отд. химрота, отд. гв. учебный стрелковый батальон, 97 полковая хлебопекарня, 101 гв. авторота подвоза, 98 ветеринарный лазарет.

В период обороны на Миусс 2.6.1943 г. дивизию посетил Маршал советского Союза Толбухин в Восточной Пруссии 24.12.1944г. дивизию посетил дважды Герой Советского Союза генерал армии Черняховский.он посетил дивизию в период подготовки прорыва обороны немцев в восточной Пруссии 9 января.
17.9.45г. дивизию посетил Маршал Советского Союза Тимошенко.
В сентябре и ноябре 1946 г. дивизию посетил генерал-полковник Трофименко.
В июне и декабре дивизию посетил генерал-полковник Иванов.
10.10.1946 г. дивизию посетил Главнокомандующий Сухопутными войсками Вооружённых Сил Союза ССР Маршал Советского Союза тов. Конев.

За доблесть, мужество и отвагу проявленные в боях с немецкими захватчиками, преданность делу партии Ленина-Сталина и Социалистической Родине, навечно занесён в списки части рядовой 295 гв. стрелкового полка Живаев Сергей Иванович, павший смертью храбрых в бою при взятии хутора Ерицкая на Дону /приказ войскам Южного фронта № 12 от 13.5.1943г./

### Боевой путь
31.8.1942 года дивизия была отправлена в полном штатном составе на Воронежский фронт. Но в связи с тем, что в этом время особенно осложнилась обстановка на Сталинградском фронте, дивизия сосредоточившись под Воронеж, сразу же была передислоцирована под Сталинград и вошла в состав 1-й гвардейской армии Сталинградского фронта, куда и прибыла 13.9.1942 года.
С 18.9.1942 по 20.10.1942 года дивизия находилась в составе Сталинградского, а затем Донского фронтов. За это время она вела напряжённые кровопролитные наступательные бои северо-западнее Сталинграда в районе станции Самофаловка-Котлубань.
За время упорных боев дивизия взяла важнейшие в тактическом отношении высоты: 118,1, 107,2, Белая, балки, — Тонкая, Сев.запад. Скаты выс.123,6 и ряд других пунктов.
По приказу Командования 1-й гвардейской армии части Дивизии были отведены на 2-й оборонительный рубеж и с 21.10 по 5.11.1942 года занимала оборону на рубеже Качалино-Фастов.
26 апреля 1945 года за мужество и отвагу, проявленные личным составом при ликвидации группировки противника, окружённого юго-западнее Кёнигсберга, дивизия награждена орденом Суворова 2-й степени.
Боевые действия в Великой Отечественной войне дивизия закончила на территории Чехословакии в районе Старо-Болеслав как 96-я гвардейская стрелковая Иловайская ордена Ленина Краснознамённая ордена Суворова дивизия.
Расформирована в 1947 году в БВО.

## Командование
дивизией, бригадой командовали:
- Некрасов И. М. окт.-дек. 1941 полковник
- Гладышев С. Т. дек.1941-февр.1942 генерал-майор
- Исаков Г. П. февр.-апр.1942 года полковник
- Цитайшвили, Геронтий Нестерович (25.04.1942 — 02.05.1942), подполковник;
- Хаустович, Пётр Сильверстович (03.05.1942 — 24.09.1942), подполковник, с 25.08.1942 полковник;
- Мирошниченко, Григорий Кузьмич (25.09.1942 — 28.09.1942), полковник;
- Левин, Семён Самуилович (сент.- октябрь 1942)
- Фурсин, Иван Яковлевич (02.10.1942 — 11.01.1943), полковник;
- Левин, Семён Самуилович (с 10.01.1943 — февраль 1944), подполковник, с 31.03.1943 полковник;
- С. Н. Кузнецов (февраль 1944 — 9.05.1945), генерал-майор.

### Состав
Сформирована на базе 43-й стрелковой бригады.

- 405-й стрелковый полк (командир полка с 01.05.1942 г. по 18.08.1942 г.  майор Маковеев Василий Филиппович. Откомандирован МЗО; с 18.02.1942 г. по 23.09.1942 г. командир полка подполковник Красавин Дмитрий Иванович. Ранен в  Самофаловка Сталинградской области. 25.09.1942 г. умер от ран. Первичное захоронение - Сталинградская обл., Дубовский район, Лозновский с/с, с. Лозное; с 24.09.1942 г. командир полка подполковник Танцюра Антон Исакович)
- 991-й стрелковый полк (293 гв сп) ( с 01.05.1942 г. по 11.09.1942 г. командир полка майор Шагивалеев Валей Шагивалеевич. Ранен во время переезда на Степной фронт. Умер от ран 19.09.1942 г.); с 17.09.1942 г. по 15.06.1943 г.  командир полка - полковник  Пономарёв Яков Павлович. 11.09.1943 г. откомандирован в отдел кадров  5 Ударной Армии; с 11.09.1943 г. командир 293 гв.сп майор Свиридов Александр Андреевич)
- 999-й стрелковый полк (295 гв сп) (с 01.05.1942 г. по 25.09.1942 г.  командир 999 СП майор  Трапезников Николай Степанович.  25.09.1942 г. ранен в Самохваловка; с 25.09.1942 г. по 01.12.1942 г.  командир 999 сп майор  Выборнов Александр Сергеевич Откомандирован в ОК 5 ТА; с 01.12.1942 г.  по 14.12.1942 г. командир 999 сп Подполковник Богданов Василий Михайлович.  Ранен ст. Чир Сталинградская обл.; с 14.12.1942 г. командир 999 СП и 295 гв.сп майор Волошин Андрей Максимович)
- 782 артиллерийский полк (234 гв ап), (с 01.05.1942 г. по 16.09.1943 г.  командир 782 Арт. полка майор Умнов Георгий Александрович. Убит в  Самофаловка Степной фронт; с 01.10.1943 г.  по 01.01.1943 г. командир 782 Арт. полка майор Стеобалов Александр Дмитриевич. Переведён на должность Командующий  Артиллерией дивизии; с 01.01.1943 г.  командир 782 Арт. полка и 234 гв. арт.полка майор Денисов Владимир Васильевич).
- 342 отдельный истребительно-противотанковый дивизион,
- 315 зенитная автотранспортная рота,
- 361 отдельная разведывательная рота,
- 557 отдельный сапёрный батальон,
- 737 отдельный батальон связи,
- 305 медико-санитарный батальон,
- 370 отдельная рота химической защиты,
- 432 автотранспортная рота,
- 417 полевая хлебопекарня,
- 72 дивизионный ветеринарный лазарет,
- 1601 полевая почтовая станция,
- 717 полевая касса Госбанка.

Периоды вхождения в состав Действующей армии:
- 12 мая 1942 года — 4 мая 1943 года

Перечень № 5 Стрелковых, горнострелковых, мотострелковых и моторизованных дивизий, входивших в состав действующей армии в годы Великой Отечественной войны 1941—1945 гг. / А. П. Покровский. — М.: Министерство обороны, 1956. — 218 с.

## Подчинение
- на 01.05.1942 г. — Московский ВО
- на 01.06.1942 г. — Московская зона обороны — подчинение командованию зоны
- на 01.07.1942 г. — Московская зона обороны — подчинение командованию зоны
- на 01.08.1942 г. — Воронежский фронт — фронтовое подчинение
- на 01.09.1942 г. — Воронежский фронт — фронтовое подчинение
- на 01.10.1942 г. — Донской фронт — 1 гв. А
- на 01.11.1942 г. — Донской фронт — 24 А
- на 01.12.1942 г. — ЮЗФ — 5 ТА
- на 01.01.1943 г. — ЮЗФ — 5 УА
- на 01.02.1943 г. — Южный фронт — 5 УА
- на 01.03.1943 г. — Южный фронт — 5 УА
- на 01.04.1943 г. — Южный фронт — 5 УА
- на 01.05.1943 г. — Южный фронт — 5 УА
- в составе 40-й, 1-й гвардейской, 24-й, 65-й, 5-й танковой и 5-й ударной армии, в конце марта 1944 — мае 1945 — 28-й армии.